# Università dello Utah
L'Università dello Utah (in inglese: University of Utah) è un'università pubblica con sede a Salt Lake City, nello Utah.
Venne fondata il 28 febbraio 1850 come "University of Deseret" all'epoca dello Stato di Deseret durante la presidenza di Zachary Taylor; assunse la denominazione attuale nel 1892.
Le squadre sportive partecipano al campionato NCAA nella Pacific-12 Conference.